# Shindong
Shindong, pseudonimo di Shin Dong-hee (hangŭl: 신동; hanja: 神童; romanizzazione: Shindong; McCune-Reischauer: Sindong; Nord Gyeongsang, 28 settembre 1985), è un cantante, attore e conduttore televisivo sudcoreano, membro attuale della boy band Super Junior e delle sue sotto-unità e Super Junior-T e Super Junior-Happy.
Oltre ad essere uno dei quattro principali ballerini del gruppo, è anche un rapper e spesso contribuisce a scrivere i testi di rap insieme al collega Eunhyuk.

## Carriera musicale
Nato a Mungyeong nel 1985, Shindong è entrato nel mondo dello spettacolo dopo aver partecipato, nel 2002, ad un concorso di danza chiamato Goyangsi Youth Dance, nel quale vinse il Gran Premio. L'anno successivo, partecipando alla medesima competizione, vinse il primo premio d'oro. Nel 2004, con la partecipazione al concorso Mnet Epi, vinse il premio d'oro ed il premio popolarità. Tuttavia fu nel 2005, quando vinse il primo premio come "Miglior Comico" allo SM Best Youth Contest, che fu messo a contratto con l'etichetta discografica SM Entertainment e ricevette ulteriori lezioni di danza, per migliorare il proprio stile e la propria abilità.
Alcuni mesi dopo essere entrato nella compagnia, Shindong fu reso parte della prima generazione dei Super Junior, chiamata Super Junior 05. Fu in quel momento che decise di utilizzare il nome d'arte che tutt'oggi porta, poiché il suo nome di nascita (Dong-hee) era troppo simile a quello del collega Donghae. Il suo nome ha il significato di "bambino prodigio".
Con un totale di 12 membri, i Super Junior 05 debuttarono ufficialmente il 6 novembre 2005, cantando il loro primo singolo TWINS (Knock Out) nel programma musicale Popular Songs, della rete televisiva SBS. Oltre ad aver attratto circa 500 fan in patria, la loro esibizione di debutto fu vista anche in Cina e Giappone. Il mese successivo fu pubblicato un album studio completo, che debuttò in terza posizione nella classifica mensile degli album k-pop MIAK.
A marzo del 2006, la SM Entertainment iniziò a reclutare nuovi membri per creare una nuova generazione di Super Junior, tuttavia con l'aggiunta di un tredicesimo membro (Kyuhyun) al gruppo originale i piani cambiarono e il gruppo rimase invariato, eliminando dal nome il suffisso 05. Durante l'estate che seguì, la band pubblicò il singolo che avrebbe avuto più successo negli anni a venire, U, superato sola da Sorry, Sorry a marzo del 2009.
Durante la carriera con i Super Junior, Shindong fu reso parte di due sottogruppi, unità minori composte dagli stessi membri dei Super Junior, i trot Super Junior-T e i bubblegum pop Super Junior-Happy.

## Carriera televisiva

### Conduzione
Cinque giorni dopo l'esibizione di debutto dei Super Junior 05, Shindong venne scelto come conduttore del programma musicale M!Countdown, della rete Mnet, insieme ai compagni di band Leeteuk e Kang-in. Nel 2006, quest'ultimo venne sostituito da Eunhyuk, ed il trio rimase alla conduzione fino al 27 marzo 2008.
Conosciuto come DJ Shindong, quest'ultimo è il popolare conduttore anche di programmi televisivi musicali come BoBoBo Ai Joa della MBC o Green Apple Sound della MTV coreana. A febbraio 2008, Shindong lasciò quest'ultimo programma per dedicarsi al radiofonico Stop the Boring Time Radio della MBC, insieme a Kim Shin-young.

### Recitazione
Oltre alle precedenti esperienze come comico, il vero debutto di Shindong come attore fu nel film dei Super Junior Attack on the Pin-Up Boys, uscito nelle sale esclusivamente sudcoreane nell'estate del 2007. L'anno successivo, il cantante ottenne uno dei maggiori ruoli di supporto nella mini serie televisiva Single Dad in Love, e partecipò anche alla sua colonna sonora. Infine, è apparso insieme alla co-conduttrice radiofonica Kim Shin-young in un episodio del drama coreano Naejo-ui yeowang, trasmesso sulla rete MBC.

## Vita privata
Shindong ha studiato al Paekche Institute of the Arts, e spesso partecipa a spettacoli comici. Viene spesso riconosciuto per il suo fisico sovrappeso, tanto che nel 2008 e nel 2009 si è sottoposto a diverse diete, perdendo in totale quasi 30kg.
Il 19 aprile 2007, quasi due mesi dopo la pubblicazione del primo singolo dei Super Junior-T Rokuko, Shindong ebbe un incidente stradale a causa del quale fu ricoverato in ospedale. Vi rimase per pochi giorni, avendo riportato solamente ferite minori, ed il 23 aprile fu dimesso.

## Filmografia

### Regista
- The Original D&E Documentary (원본 D&E 문서) - (2019)

### Drama televisivi
- Single Dad in Love (싱글파파는 열애중) - serie TV (2008)
- Naejo-ui yeo-wang (내조의 여왕) - serie TV, episodio 11 (2009)
- All My Love (몽땅 내 사랑) - serie TV (2010)
- Dr. Champ (닥터 챔프) - serie TV, episodi 3, 5-16 (2010)
- I Love Lee Taly (아이 러브 이태리) – serial TV, episodio 12 (2012)

### Film
- Kkonminam yeonswae tereosageon (꽃미남 연쇄 테러사건), regia di Lee Kwon (2007)
- Alvin Superstar, regia di Tim Hill (2007) - doppiaggio coreano Theodore
- I AM. (아이엠), regia di Choi Jin Sung (2012)
- SMTown: The Stage - (2015)

### Speciali
- Ag(nag)injeon (악(樂)인전) - programma televisivo (2020)
- diediteu THE EDIT (디에디트 THE EDIT) - programma televisivo (2020)
- Liseutateueob, sal-aissne (리스타트업, 살아있네) - programma televisivo (2020)
- Golaji: gopumgyeog laibeu jiseuta (고라지: 고품격 라이브 지스타) - programma televisivo (2020)
- PARTY B Weekly Show - programma televisivo (2020)
- D Forum (SDF 2020)'NO CHALLENGE? NO CHANGE!' - programma televisivo (2020)
- Seven Knights 2 (세븐나이츠2) - programma televisivo (2020)
- Korean Cultural Festival K-Culture Market (한국문화축제 K-컬처 마켓) - programma televisivo (2020)
- 2020 Korea Kimchi Festival (2020 코리아 김치 페스티벌) - programma televisivo (2020)
- Janghak Quiz (장학퀴즈) (장학퀴즈-드림서클) - programma televisivo (2020)

### Programmi televisivi
- M!Countdown - programma televisivo (2005-2008)
- Music Station (ミュージックステーション) - programma televisivo (2005)
- Infinite Challenge (무한도전) - programma televisivo, episodi 2x06 (33), 4x210 (263) (2005)
- X-Man (X맨) - programma televisivo, episodio 111, 173 (2005, 2007)
- Mystery 6 (미스터리 추적6) - programma televisivo (2006)
- Super Adonis Camp (미소년 합숙 대소동) - programma televisivo (2006)
- Music Bank (뮤직뱅크) - programma televisivo, episodi 415-417, 425, 485, 504, 508-512, 556-558, 563, 615-619, 630, 633, 661-662, 754, 1001 (2006, 2009, 2010, 2011, 2012, 2014, 2019)
- Super Junior Mini-Drama (대결! 슈퍼주니어의 자작극) - programma televisivo (2006)
- BoBoBo Ai Joa - programma televisivo (2007)
- Green Apple Sound - programma televisivo (2007-2008)
- Star King (스타킹) - programma televisivo, episodi 9-10, 12-13, 17, 38, 47 52, 62-66, 72, 78, 110, 114, 118-119, 127-129, 145, 148, 157-160, 165, 167-168, 171-174, 180, 184, 224 (2007, 2008, 2009, 2010)
- Radio Star (황금어장 라디오스타) - programma televisivo, 2-14, 25, 119-120, 155, 248-249, 514, 656, 707 (2007, 2009, 2010, 2012, 2017, 2020)
- Explorers of the Human Body (인체탐험대) - programma televisivo (2007)
- Happy Together 3 (해피투게더) - programma televisivo, episodi 21, 158, 487 (2007, 2010, 2017)
- Unbelievable Outing 3 - programma televisivo (2008)
- Idol Show 1 (아이돌 군단의 떴다! 그녀) - programma televisivo (2008)
- Miracle - programma televisivo (2009)
- King of the Ring - programma televisivo (2009)
- We Got Married (우리 결혼했어요) - programma televisivo, episodi 45, 50, 2x29, episodio 104, 107 (2009, 2011)
- Girls' Generation Goes to School (소녀 학교에 가다) - programma televisivo, episodi 1-2, 4, 6, 8 (2009)
- Strong Heart - programma televisivo, episodi 3, 7-54, 61-66, 69-99, 102, 105-111, 115-116, 119-122, 139-140, 153-154 (2009-2012)
- Invincible Youth (청춘불패) - programma televisivo, episodio 19 (2010)
- We Got Married 2 (우리 결혼했어요) - reality show, episodio 40 (2010)
- Let's Go! Dream Team Season 2 (출발 드림팀 - 시즌 2) - programma televisivo, episodi 33, 87, 98 (2010, 2011)
- Idol Star Athletics Championships (아이돌 스타 육상 선수권대회) - programma televisivo (2010)
- You Hee-Yeol's Sketchbook (유희열의 스케치북) - programma televisivo, episodi 58, 67, 115 (2010, 2011)
- Super Junior's Foresight (슈퍼주니어의 선견지명) - programma televisivo (2010)
- Hello Counselor 1 (안녕하세요 시즌1) - programma televisivo, episodi 41, 100, 190, 315, 349 (2011, 2012, 2014, 2017, 2018)
- 2011 Idol Star Athletics Championships (2011 아이돌스타 육상 선수권 대회) - programma televisivo (2011)
- Sistar & LeeTeuk's Hello Baby - programma televisivo, episodio 5 (2011)
- Show Champion (쇼 챔피언) - programma televisivo, episodi 1-45, 120-121 (2012, 2014)
- Beatles Code 2 (비틀즈코드시즌2) - programma televisivo (2012-2013)
- Immortal Songs: Singing the Legend (불후의 명곡 - 전설을 노래하다) - programma televisivo, episodi 58, 118 (2012, 2013)
- 2012 Idol Star Olympics Championships (2012 아이돌 스타 올림픽) - programma televisivo (2012)
- All the K-pop (올 더 케이팝) - programma televisivo, episodi 12-13 (2012)
- K-pop Star - Season 2 (K팝스타 - 시즌 2) - programma televisivo, episodio 1 (2012)
- Running Man (런닝맨) - programma televisivo, episodio 125 (2012)
- Lee Soo Geun and Kim Byung Man's High Society (이수근 김병만의 상류사회) - programma televisivo, episodi 55-57, 62-79 (2012-2013)
- Hidden Singer 1 (히든싱어) - programma televisivo, episodio 13 (2013)
- Mamma Mia (맘마미아) - programma televisivo, episodio 13 (2013)
- Beatles Code 3D (비틀즈 코드 3D) - programma televisivo (2013-2014)
- 2014 Idol Star Athletics Championships (2014 아이돌스타 육상 양궁 풋살 컬링 선수권대회) - programma televisivo (2014)
- Real Men 1 (리얼입대 프로젝트 진짜 사나이 시즌1) - programma televisivo, episodio 43 (2014)
- The Genius - Season 2 (더 지니어스: 룰 브레이커) - programma televisivo, episodio 10 (2014)
- Jessica & Krystal (제시카 & 크리스탈) - programma televisivo, episodio 2 (2014)
- Star Flower (별바라기) - programma televisivo, pilot, episodio 12 (2014)
- Idol Futsal World Cup (아이돌 풋살 월드컵) - programma televisivo (2014)
- The Ultimate Group (最强天团) - programma televisivo, episodio 1 (2014)
- A Song For You 3 - programma televisivo, episodio 8-9, 14-15 (2014)
- Super Junior-M's Guest House (슈퍼주니어M의 게스트하우스) - programma televisivo, episodio 5 (2014)
- After Mom Goes to Sleep (엄마가 잠든 후에) - programma televisivo, episodio 54 (2017)
- Girl Group Battle (걸그룹 대첩-가(歌)문의 영광) - programma televisivo (2017)
- Secretly, Greatly (은밀하게 위대하게) - programma televisivo, episodio 9 (2017)
- Singderella (싱데렐라) - programma televisivo, episodio 13 (2017)
- Battle Trip (배틀트립) - programma televisivo, episodi 36, 50, 135-136 (2017, 2019)
- Video Star 1 (비디오스타) - programma televisivo, episodi 31-33, 89 (2017, 2018)
- Knowing Bros (아는 형님) - programma televisivo, episodi 62, 100, 114-115, 118, 132, 134, 137, 139, 159-160, 200, 203-228, 230-247, 259-281 (2017, 2018, 2019, 2020, 2021)
- Bongmyeon ga-wang (미스터리 음악쇼 복면가왕) - programma televisivo, episodio 99 (2017)
- Vitamin (비타민) - programma televisivo, episodio 662 (2017)
- I Can See Your Voice 4 (너의 목소리가 보여4) - programma televisivo (2017)
- NCT Life: Entertainment Retreat (엔씨티 라이프 예능 수련회) - programma televisivo (2017)
- Guesthouse Daughters (하숙집 딸들) - programma televisivo, episodio 7 (2017)
- Suddenly One Day Million Won (어느날 갑자기 백만 원) - programma televisivo (2017)
- Law of the Jungle in Wild New Zealand (정글의 법칙 와일드 뉴질랜드) - programma televisivo, episodi 265-270 (2017)
- Heart Signal (러브라인 추리게임 하트시그널) - programma televisivo (2017)
- Oppa Thinking (오빠생각) - programma televisivo, episodio 8 (2017)
- Snowball Project (눈덩이 프로젝트) - programma televisivo (2017)
- SJ Returns (슈주 리턴즈) - programma televisivo, episodi 1-60 (2017)
- Life Bar (인생술집) - programma televisivo, episodio 44 (2017)
- SJ Returns: PLAY The Unreleased Video Clips! (슈주 리턴즈 미공개 영상 PLAY) - programma televisivo (2018)
- Talkmon (토크몬) - programma televisivo (2018)
- Super Junior's Super TV 1 (슈퍼TV) - programma televisivo (2018)
- I Can See Your Voice 5 (너의 목소리가 보여) - programma televisivo (2018)
- Golden Tambourine (골든 탬버린) - programma televisivo, episodio 9 (2018)
- Please Take Care of My Refrigerator (냉장고를 부탁해) - programma televisivo, episodio 176-177 (2018)
- The Return of Superman (슈퍼맨이 돌아왔다) - programma televisivo, episodio 224 (2018)
- Unexpected Q (뜻밖의 Q) - programma televisivo, episodio 5 (2018)
- Super Junior's Super TV 2 (슈퍼TV) - programma televisivo (2018)
- Great Escape (대탈출) - programma televisivo (2018)
- Shindong's Kick Service (신동의 킥서비스) - programma televisivo (2018)
- Video Star 2 (비디오스타) - programma televisivo, episodio 108 (2018)
- 2018 Idol Star Athletics Championships Chuseok Special (2018 아이돌스타 육상 볼링 양궁 리듬 체조 족구 선수권 대회) - programma televisivo (2018)
- Begin A Game (비긴 어 게임) - programma televisivo (2018)
- SJ Returns 2 (슈주 리턴즈2) - programma televisivo, episodi 1-46 (2018)
- Live Quiz for Dummies (헐퀴) - programma televisivo, episodio 8 (2018)
- Under Nineteen (언더나인틴) - programma televisivo, episodi 9, 13-14 (2018, 2019)
- Let's Eat Dinner Together (한끼줍쇼) - programma televisivo, episodio 111 (2019)
- 2019 Idol Star Athletics Championships (2019아이돌스타 육상 볼링 양궁 리듬 체조 족구 선수권 대회) - programma televisivo (2019)
- Brain-ffical (뇌피셜) - programma televisivo, episodio 16 (2019)
- Great Escape 2 (대탈출2) - programma televisivo (2019)
- The Great Escape: Season 3 Special (대탈출3 Special) - programma televisivo (2019)
- Stage K (스테이지K) - programma televisivo, episodio 3 (2019)
- 300 X2 (300 엑스투) - programma televisivo (2019)
- Wanna Play? GG (같이 할래? GG) - programma televisivo (2019)
- Today's Fortune (오늘의 운세) - programma televisivo, episodio 1-6, 13-19 (2019)
- Scene's Quiz (씬의 퀴즈) - programma televisivo, episodio 3 (2019)
- Player 7 (플레이어) - programma televisivo, episodio 3 (2019)
- Eye Contact (아이콘택트) - programma televisivo (2019, 2020, 2021)
- SJ Returns 3 (슈주 리턴즈3) - programma televisivo (2019)
- Analog Trip (아날로그 트립) - programma online (2019)
- My Little Old Boy (미운 우리 새끼) - programma televisivo, episodi 160, 168-171, 175, 182, 186, 192, 201, 227, 232 (2019, 2020, 2021)
- Idol Room (아이돌룸) - programma televisivo, episodio 72 (2019)
- Hidden Track (히든트랙) - programma televisivo, episodio 3 (2019)
- RUN.wav (런웨이브) - programma televisivo, episodio 19 (2019)
- Legend Club: Heechul’s Shindong PC Room (희철이네 신동한 PC방 개업) - programma televisivo (2019, 2020)
- 2020 Lunar New Year Idol Star Championships (2020 설특집 아이돌스타 선수권대회) - programma televisivo, episodi 2, 5-6 (2020)
- Weekly Idol (주간 아이돌) - programma televisivo, episodi 444-445, 489-490, 500 (2020, 2021)
- Great Escape 3 (대탈출3) - programma televisivo (2020)
- Travelling Market (유랑마켓) - programma televisivo, episodio 3 (2020)
- I Can See Your Voice 7 (너의 목소리가 보여7) - programma televisivo, episodio 11 (2020)
- Dancing Idol (댄싱아이돌) - programma televisivo (2020)
- SJ Returns 4 (슈주 리턴즈 4) - programma televisivo (2020, 2021)
- Heart Signal 3 (하트시그널3) - programma televisivo, episodio 13 (2020)
- War of Villains (악인전) - programma televisivo, episodio 12-13 (2020)
- Dong Dong Shin Ki (동동신기) - programma televisivo (2020)
- Point of Omniscient Interfere (전지적 참견 시점) - programma televisivo 114, 119, 144-145 (2020, 2021)
- Idol Battlegrounds (아이돌 배틀그라운드) - programma televisivo (2020)
- Idol Challenge Another Class (아이돌 챌린지 어나더 클래스) - programma televisivo (2020)
- Hidden Singer 6 (히든싱어6) - programma televisivo, episodio 7 (2020)
- 2020 Idol eSports Athletics Championships (아이돌 e-스포츠 선수권 대회) - programma televisivo (2020)
- Workman (워크맨) - programma televisivo, episodio 71 (2020)
- SJ News - programma web (2020)
- After_zzZ (아빠 안 잔다) - programma web, episodio 8 (2020)
- Choi Shi Won's Fortune Cookie (최시원의 포춘쿠키) - programma televisivo, episodi 28-29 (2020)
- IDOL VS. IDOL (SUPERJUNIORのアイドルVSアイドル) programma televisivo, episodi 17-20 (2020)
- War of Famous Paintings (명화들의 전쟁) - programma web (2020)
- About Time (어바웃타임) - programma televisivo (2020, 2021)
- Universe Hipsters (우주힙쟁이) - programma televisivo, episodio 9 (2020)
- Idol Challenge Another Class 2 (아이돌 챌린지 어나더 클래스2) - programma televisivo (2020)
- Lots of Advice (훈수대통) - programma televisivo (2021)
- Friends (프렌즈) - programma televisivo (2021)
- Season B Season (시즌비시즌) - programma televisivo, episodi 28-29 (2021)
- The Stage of Legends - Archive K (전설의 무대 아카이브K) - programma televisivo, episodio 10 (2021)
- The House Detox (신박한 정리) - programma televisivo, episodio 35 (2021)
- Super Junior House Party Comeback Show (슈퍼주니어 컴백쇼) - programma televisivo (2021)
- I Can See Your Voice 8 (너의 목소리가 보여8) - programma televisivo, episodio 8 (2021)
- Amazing Saturday (놀라운 토요일) - programma televisivo, episodio 152 (2021)
- On Air: The Secret Contract (온에어: 비밀계약) - programma televisivo (2021)
- SJ Global (SJ 글로벌) - programma televisivo (2021)
- Kingdom: Legendary War (킹덤: 레전더리 워) - programma televisivo, episodi 7-8 (2021)
- Love Master (연애도사) - programma televisivo (2021)
- Great Escape 4 (대탈출4) - programma televisivo (2021)
- The Love Master 2 (연애도사 시즌2) - programma televisivo (2021)
- Love Mafia (러브 마피아) - programma televisivo (2021)
- After School Excitement Special Activities (방과후 설렘 특별활동) - programma televisivo (2022)

### Apparizioni in video musicali
- 2007: Flight Girl – Magolpy
- 2008: Forever – Lee Bul

### Programmi radiofonici
| Data                              | Nome                                | Note                     |
| 8 aprile 2008–presente            | MBC Stop the Boring Time            | insieme a Kim Shin-young |
| 07.07.2020-17/18/19/23/24.08.2020 | MBC FM4U 정오의 희망곡 김신영입니다 |                          |
| 15.08.2020                        | 찾아가는 Let's DMZ                  | insieme a Kyuhyun        |